# Jean Billouart
Jean Billouart, né à une date inconnue et mort en 1336 ou 1337, était un bourgeois parisien et un officier royal du XIVe siècle.
Né à Paris, Billouart est pendant un quart de siècle un fidèle serviteur de la Maison de Valois.
Sous Philippe le Bel, il occupe divers emplois à la cour du frère cadet du roi, Charles de Valois. Il est agent comptable, trésorier, puis commissaire pour le recouvrement des biens meubles de l'Ordre du Temple.
En 1311, le comte de Valois le nomme maître des eaux et forêts de ses domaines. Il est alors accusé de malversations dans l'exercice de ses fonctions, mais une rapide enquête le lave de tous soupçons.
En 1314, Philippe le Bel meurt et est remplacé par son fils Louis X. Ce dernier laisse la conduite des affaires du royaume à Charles de Valois, ce qui permet à Billouart d'entrer au service de la couronne. Louis X en fait ainsi son argentier. En février 1316, il entre à la Chambre des comptes comme clerc.
Sous Philippe V, Billouart, qui reste malgré tout attaché à la personne de Charles de Valois, conserve sa place dans l'administration royale. Il est maître lai de la Grand'chambre du Parlement avant de devenir trésorier du roi. Il seconde ainsi Henri de Sully, maître des finances royales au cours du règne.
Philippe V l'anoblit en juillet 1319, ce qui lui permet de recevoir plusieurs fiefs.
Écarté un temps du trésor, il y revient en 1322 sous Charles IV le Bel, à nouveau grâce à la protection du comte de Valois. Celui-ci meurt en 1325, mais son fils Philippe ne retire pas sa confiance à Billouart. À la même époque, il épouse Marie Marcel, riche veuve de deux grands bourgeois parisiens.
En 1326, il devient maître des comptes, puis retrouve son  poste d'argentier l'année suivante.
En 1328, Philippe de Valois devient roi de France sous le nom de Philippe VI. Jean Billouart profite évidemment de l'accession au trône de la famille à laquelle il s'est dévoué corps et âme. Confirmé dans ses fonctions de maître des comptes, il est l'un des conseillers de la monarchie jusqu'à sa mort, survenue entre octobre 1336 et janvier 1337.

## Sources
- Joseph Petit, Charles de Valois, 1900
- Raymond Cazelles, La Société politique et la crise de la royauté sous Philippe de Valois, Bibliothèque elzévirienne, Paris, 1958